# NGC 974
NGC 974 je galaksija u zviježđu Trokut.

## Vanjske poveznice
- SEDS: NGC 974